# Le Souffle des dieux (roman)
Pour les articles homonymes, voir Le Souffle des dieux.
Le Souffle des dieux est un roman de Bernard Werber paru en 2005, deuxième volet du Cycle des dieux, situé entre Nous les dieux et Le Mystère des dieux. Un autre titre avait été un temps envisagé – Le Souffle de l'histoire – avant d'être abandonné.
On retrouve Michael Pinson, qui continue d'apprendre à gérer son peuple d'hommes-dauphins à travers le jeu d'Y. Les élèves dieux doivent apprendre à gérer une civilisation.

## Résumé
Après la disparition de plusieurs compagnons, Michael continue de voir évoluer sa « relation » avec Aphrodite, déesse de l'amour; cependant, grâce à Hermaphrodite et à son ami historique Raoul Razorback, il parviendra à se détacher de la déesse en faveur de Mata Hari.
C'est grâce à cette dernière qu'il va trouver le courage de défier le pouvoir de ses maîtres, ce qui le conduira successivement auprès d'Héra sœur et femme de Zeus, puis jusqu'aux rois de l'Olympe. Parce qu’il résout l’énigme « C’est mieux que Dieu, c’est pire que le diable, les pauvres en ont, les riches en manquent et si on en mange on meurt » imposée par le sphinx, Michael Pinson accède au dieu de la montagne : Zeus. Celui-ci lui révèle qu’il s’est recréé à l’image de l’homme, sa créature, et que ce sont les hommes qui ont inventé les mythologies: il s’est contenté de cristalliser en Aeden ces croyances - un secret connu de lui seul jusqu’à ce jour.
Zeus garantit à Michael la survie de son peuple de dauphins s’il joue bien la deuxième manche du Jeu d’Y qui consiste à faire évoluer une communauté humaine, mais profite de la présence de Michael pour le faire progresser dans la connaissance de lui-même, par l'amour de lui-même et par la révélation d'une part de lui-même, sa cruauté. 
La partie commencée dans Nous les dieux continue donc en Aeden. Mais il y a peut-être encore une puissance au-dessus de Zeus : c'est à ce nouveau mystère que se confronte notre élève Dieu après le discours de Zeus, car celui-ci ne peut raisonnablement craindre à la fois que Héra prenne sa place tout en affirmant qu'elle n'est que sa création. Ainsi donc, Michael Pinson découvrira qu'encore une fois il peut y avoir plus grand que ce que l'on imaginait.

## Anecdotes
- Eun-bi, de mère coréenne, est considérée comme une « étrangère » coréenne par les autres et elle n'est pas de nationalité japonaise par le droit du sang. Il est pourtant précisé que son père est japonais, ce qui devrait lui donner automatiquement la nationalité japonaise par ce même droit du sang. Elle est cependant appelée « coréenne » pendant la narration.
- Le narrateur répète, en gérant son peuple d'hommes-dauphins, des faits historiques. Par exemple, l'un de ses héros copie Hannibal Barca lors de sa guerre contre les hommes-aigles.
- De même, son peuple reproduit sur de nombreux aspects l'histoire des hébreux : esclavagisme en Égypte, fuite par le désert, diasporas parmi les autres peuples, persécutions... Dans cette « réécriture de l'Histoire », le peuple d'hommes-dauphins est très en avance sur les autres sur les plans spirituels, scientifiques et sociaux. En s'intégrant en communauté soudée au cœur des autres civilisations du jeu d'Y, les hommes-dauphins les aident sensiblement à évoluer. De même, les hommes-dauphins sont le bouc émissaire récurrent des civilisations en échec. Bernard Werber n'a jamais précisé si son peuple d'hommes-dauphins correspondait à sa vision du peuple juif.
- L’auteur parsème son ouvrage de nombreux articles encyclopédiques et plaisants, mais d'une autre optique sur le plan historique comme géographique : Hannibal a battu les Romains à Plaisance grâce à ses éléphants, les Assyriens sont décrits comme un peuple indo-européen, les Phéniciens ont inventé la boussole, les manuscrits de la Mer morte ont été cachés par des rescapés de Massada, etc.